# Мячин, Виктор Евгеньевич
Виктор Евгеньевич Мячин (род. 24 июня 1961) — советский учёный-физик и российский предприниматель, генеральный директор банка «Россия».

## Биография
С апреля 1984 по май 1992 работал старшим научным сотрудником в Физико-техническом институте имени А. Ф. Иоффе АН СССР. После развала Союза занимал должности заведующего отделом, исполнительного директора, вице-президента «Центра перспективных технологий и разработок». С ноября 1993 также был генеральным директором «Агентства технического развития». В 1996 стал одним из учредителей кооператива «Озеро». С июля 1995 по июль 1997 и с июля 1999 по 2004 являлся генеральным директором акционерного банка «Россия». С июля 1997 по сентябрь 1998 возглавлял Санкт-Петербургский филиал АКБ «Токобанк». С 2004 руководитель инвестиционной компании «Аброс». В 2009 продал акции банка «Россия».
Владеет крупными долями финансовой компании «НЗЛ девелопмент» (входящей в «Setl Group»), бизнес-центра на проспекте Медиков, гостиницы «Андерсен отель» в историческом центре Санкт-Петербурга, и приватизированной территории «Невского завода».